# Lonchura
Lonchura Sykes, 1832 è un genere di uccelli appartenente alla famiglia degli Estrildidi.

## Tassonomia
Il nome del genere deriva dall'unione delle parole greche λόγχη (logke-lonke, "lancia") e ουρά (oura, "coda"), col significato di "coda a lancia", in riferimento alla forma della coda di molte specie.
Tradizionalmente, questo genere è stato considerato un "contenitore" nel quale collocare tutte le specie di dubbia appartenenza: col tempo, numerose specie sono state spostate in generi a parte, ed attualmente al genere vengono ascritte le seguenti specie:
Genere Lonchura
- Sottogenere Donacola
  - Lonchura castaneothorax - donacola petto castano
  - Lonchura flaviprymna - donacola testa grigia
  - Lonchura melaena - donacola della Nuova Bretagna
  - Lonchura montana - donacola delle alture
  - Lonchura monticola - donacola di montagna
  - Lonchura teerinki - donacola petto nero
- Sottogenere Lonchura
  - Lonchura fuscans - passero del Borneo
  - Lonchura kelaarti - passero di montagna
  - Lonchura leucogastra - passero dal ventre bianco
  - Lonchura leucogastroides - passero di Giava
  - Lonchura leucosticta - passero maculato
  - Lonchura molucca - passero delle Molucche
  - Lonchura punctulata - domino
  - Lonchura striata - passero striato
  - Lonchura tristissima - passero triste
- Sottogenere Munia
  - Lonchura atricapilla - cappuccino testa nera
  - Lonchura caniceps - cappuccino testa grigia
  - Lonchura ferruginosa - cappuccino calotta bianca
  - Lonchura forbesi - cappuccino della Nuova Irlanda
  - Lonchura grandis - cappuccino dal becco grosso
  - Lonchura hunsteini - cappuccino di Hunstein
  - Lonchura maja - cappuccino testa bianca
  - Lonchura malacca - cappuccino tricolore
  - Lonchura nevermanni - cappuccino calotta grigia
  - Lonchura pallida - cappuccino testa chiara
  - Lonchura quinticolor - cappuccino cinque colori
  - Lonchura spectabilis - cappuccino pettobianco
  - Lonchura stygia - cappuccino nero
  - Lonchura vana - cappuccino degli Arfak
- Sottogenere Padda
  - Lonchura fuscata - padda di Timor
  - Lonchura oryzivora - padda comune
- Sottogenere Spermestes
  - Lonchura bicolor - nonnetta bicolore
  - Lonchura cucullata - nonnetta comune
  - Lonchura fringilloides - nonnetta maggiore
  - Lonchura nigriceps - nonnetta dorso bruno

Dal genere sono state rimosse la donacola petto bianco, spostata nel genere monotipico Heteromunia, il becco di piombo ed il becco d'argento (ambedue ascritti al genere Euodice), il becco di piombo testa grigia (spostato nel genere monotipico Odontospiza) e la nonnetta malgascia (anch'essa spostata in un proprio genere, Lemuresthes): alcuni autori propongono inoltre l'elevazione del sottogenere Spermestes (comprendente i rappresentanti africani del genere) o del sottogenere Padda al rango di generi.
In passato alcune specie (Lonchura striata ed alcune sue sottospecie, Lonchura punctulata, Lonchura leucogastra, Lonchura kelaarti, oltre al becco di piombo) sono state ascritte al genere Uroloncha, attualmente decaduto, caratterizzato da specie dalla coda di forma allungata (differenza fra ala e coda in centimetri minore rispetto alla lunghezza del tarso).
La validità della specie Lonchura pallidiventer, invece, non è stata riconosciuta e si pensa che si tratti di un ibrido, in quanto le specie di munia si ibridano facilmente fra loro nella maggior parte dei casi, spesso dando prole fertile.

## Distribuzione edhabitat
Il genere è diffuso in un vasto areale che comprende gran parte dell'Africa subsahariana, del subcontinente indiano, dell'Estremo Oriente e del sud-est asiatico, oltre all'Australia settentrionale.
La gamma di habitat colonizzati da questi uccelli è notevole, con una preferenza da parte della maggior parte delle specie per le aree aperte di savana o di prateria, con presenza di cespugli o di boscaglia dove nascondersi e nidificare e soprattutto di fonti d'acqua permanenti.

## Descrizione
Si tratta di uccelli di piccole dimensioni (10–15 cm), di aspetto robusto e slanciato, caratterizzati dalla presenza di un forte becco conico atto a triturare i semi di cui si nutrono e di una coda allungata (fino ad un terzo della lunghezza totale del corpo).

Il piumaggio di questi uccelli vede predominare i toni del bianco, del nero, del bruno e del grigio, con tendenza a tonalità più scure su testa, dorso ed ali e ad uno schiarimento su gola, petto e ventre.
Non esiste dimorfismo sessuale evidente in nessuna delle specie appartenenti al genere: i maschi sono riconoscibili solo durante il periodo riproduttivo, quando emettono il flebile canto durante i rituali di corteggiamento.

## Biologia
Si tratta di uccelli perlopiù diurni, che tendono ad aggregarsi in stormi anche consistenti e ad unirsi a gruppi di altre specie di uccelli, congeneri e non. Passano la maggior parte del tempo al suolo o fra l'erba alta alla ricerca di cibo, che è costituito in massima parte da semi, che spezzano col forte becco: mangiano tuttavia anche frutta, bacche e germogli, e molte specie sono solite integrare la propria dieta con alimenti di origine animale (soprattutto piccoli insetti volanti) durante il periodo riproduttivo.
Il nido ha una forma sferica e viene costruito da ambedue i sessi nel folto della vegetazione. Le femmine vi depongono 3-6 uova e i piccoli vengono allevati insieme dalla coppia. Si tratta di uccelli rigorosamente monogami.